# Port lotniczy Retalhuleu
Port lotniczy Retalhuleu (hiszp. Aeropuerto de Retalhuleu) – port lotniczy zlokalizowany w mieście Retalhuleu w Gwatemali.